# Primera División 2021-2022 (Spagna)
La Primera División 2021-2022, commercialmente denominata Liga Santander per motivi di sponsor, è stata la 91ª edizione del campionato spagnolo di calcio iniziata il 13 agosto 2021 e finita il 22 maggio 2022 e conclusasi con la vittoria del Real Madrid, al suo trentacinquesimo titolo.

## Stagione

### Novità
Dalla stagione precedente sono state retrocesse Huesca, Real Valladolid e Eibar. Dalla Segunda División sono state promosse Espanyol, Maiorca e Rayo Vallecano, che si sono classificate rispettivamente in 1ª, 2ª e 6ª posizione. Il Rayo Vallecano ha guadagnato la promozione vincendo i play-off, battendo in finale il Girona, perdendo 2-3 all'andata e vincendo 2-0 al ritorno.
Le comunità autonome più rappresentate sono la Comunità autonoma di Madrid (Atletico Madrid, Getafe, Rayo Vallecano e Real Madrid), l'Andalusia (Betis, Cadice, Granada e Siviglia) e la Comunità Valenciana (Elche, Levante, Valencia e Villarreal) con quattro squadre ciascuna. Seguono, i Paesi Baschi (Alavés, Athletic Bilbao e Real Sociedad) con tre, la Catalogna (Barcellona ed Espanyol) con due, la Galizia (Celta Vigo), le Isole Baleari (Maiorca) e la Navarra (Osasuna), con una squadra a testa.

### Formula
Al torneo partecipano 20 squadre che si sfidano in un girone all'italiana secondo la struttura più consueta dei campionati calcistici moderni. Ogni partecipante deve sfidare tutti gli altri per due volte: la prima nel girone d'andata, l'altra nel girone di ritorno. L'ordine in cui vengono affrontate le altre squadre è stabilito dal calendario, il quale prevede che tutte le partite del girone d'andata verranno ripetute nel girone di ritorno, con l'inversione del terreno di gioco. Vengono assegnati tre punti per la vittoria, uno per il pareggio e zero per la sconfitta, indipendentemente dal fattore campo.
Le prime quattro classificate si qualificano per la fase a gironi di UEFA Champions League, mentre accede all'UEFA Europa League la 5ª classificata e la vincitrice della Coppa del Re 2021-2022. La 6ª classificata accede ai play-off della UEFA Europa Conference League. Le ultime 3 squadre retrocedono direttamente in Segunda División 2022-2023.

## Squadre partecipanti
| Squadra         | Stagione | Città            | Stadio                        | Stagione precedente                                    |
| --------------- | -------- | ---------------- | ----------------------------- | ------------------------------------------------------ |
| Alavés          | dettagli | Vitoria          | Estadio Mendizorrotza         | 16º posto in Primera División                          |
| Athletic Bilbao | dettagli | Bilbao           | San Mamés Barria              | 10º posto in Primera División                          |
| Atlético Madrid | dettagli | Madrid           | Wanda Metropolitano           | 1º posto in Primera División                           |
| Barcellona      | dettagli | Barcellona       | Camp Nou                      | 3º posto in Primera División                           |
| Real Betis      | dettagli | Siviglia         | Benito Villamarín             | 6º posto in Primera División                           |
| Cadice          | dettagli | Cadice           | Ramón de Carranza             | 12º posto in Primera División                          |
| Celta Vigo      | dettagli | Vigo             | Balaídos                      | 8º posto in Primera División                           |
| Elche           | dettagli | Elche            | Manuel Martínez Valero        | 17º posto in Primera División                          |
| Espanyol        | dettagli | Barcellona       | RCDE Stadium                  | 1º posto in Segunda División, promosso                 |
| Getafe          | dettagli | Getafe           | Alfonso Pérez                 | 15º posto in Primera División                          |
| Granada         | dettagli | Granada          | Nuevo Estadio de Los Cármenes | 9º posto in Primera División                           |
| Levante         | dettagli | Valencia         | Ciutat de València            | 14º posto in Primera División                          |
| Maiorca         | dettagli | Palma di Maiorca | Visit Mallorca Estadi         | 2º posto in Segunda División, promosso                 |
| Osasuna         | dettagli | Pamplona         | Estadio Reyno de Navarra      | 11º posto in Primera División                          |
| Rayo Vallecano  | dettagli | Madrid           | Campo de Fútbol de Vallecas   | 6º posto in Segunda División, promosso dopo i play-off |
| Real Madrid     | dettagli | Madrid           | Stadio Santiago Bernabéu      | 2º posto in Primera División                           |
| Real Sociedad   | dettagli | San Sebastián    | Anoeta                        | 5º posto in Primera División                           |
| Siviglia        | dettagli | Siviglia         | Ramón Sánchez-Pizjuán         | 4º posto in Primera División                           |
| Valencia        | dettagli | Valencia         | Mestalla                      | 13º posto in Primera División                          |
| Villarreal      | dettagli | Vila-real        | Estadio de la Ceramica        | 7º posto in Primera División                           |

## Allenatori e primatisti
| Squadra         | Allenatore                                                                       | Calciatore più presente              | Cannoniere                        |
| --------------- | -------------------------------------------------------------------------------- | ------------------------------------ | --------------------------------- |
| Alavés          | Javier Calleja (1ª-18ª) José Luis Mendilibar (19ª-30ª) Julio Velázquez (31ª-38ª) | Joselu, Luis Rioja (37)              | Joselu (14)                       |
| Athletic Bilbao | Marcelino                                                                        | Iñaki Williams (38)                  | Iñaki Williams (8)                |
| Atlético Madrid | Diego Simeone                                                                    | Jan Oblak (38)                       | Ángel Correa (12)                 |
| Barcellona      | Ronald Koeman (1ª-11ª) Sergi Barjuan (12ª) Xavi (13ª-38ª)                        | Sergio Busquets (36)                 | Memphis Depay (12)                |
| Betis           | Manuel Pellegrini                                                                | Sergio Canales, Nabil Fekir (34)     | Juanmi (16)                       |
| Cadice          | Álvaro Cervera (1ª-20ª) Sergio González (21ª-38ª)                                | Jeremías Ledesma (38)                | Anthony Lozano Álvaro Negredo (7) |
| Celta Vigo      | Eduardo Coudet                                                                   | Matías Dituro, Denis Suárez (38)     | Iago Aspas (18)                   |
| Elche           | Fran Escribá (1ª-14ª) Francisco (15ª-38ª)                                        | Fidel, Johan Mojica (33)             | Pere Milla (8)                    |
| Espanyol        | Vicente Moreno (1ª-36ª) Luis Blanco (37ª-38ª)                                    | Leandro Cabrera (37)                 | Raúl de Tomás (17)                |
| Getafe          | Míchel (1ª-8ª) Quique Sánchez Flores (9ª-38ª)                                    | David Soria (38)                     | Enes Ünal (16)                    |
| Granada         | Robert Moreno (1ª-27ª) Rubén Torrecilla (28ª-32) Aitor Karanka (33ª-38ª)         | Luis Suárez (37)                     | Jorge Molina (10)                 |
| Levante         | Paco López (1ª-7ª) Javier Pereira (8ª-15ª) Alessio Lisci (16ª-38ª)               | José Luis Morales (35)               | José Luis Morales (13)            |
| Maiorca         | Luis García (1ª-29ª) Javier Aguirre (30ª-38ª)                                    | Martin Valjent, Dani Rodríguez (36)  | Vedat Muriqi, Salva Sevilla (5)   |
| Osasuna         | Jagoba Arrasate                                                                  | Rubén García (37)                    | Ante Budimir (8)                  |
| Rayo Vallecano  | Andoni Iraola                                                                    | Alejandro Catena, Álvaro García (35) | Sergi Guardiola (7)               |
| Real Madrid     | Carlo Ancelotti                                                                  | Thibaut Courtois (36)                | Karim Benzema (27)                |
| Real Sociedad   | Imanol Alguacil                                                                  | Robin Le Normand, Portu (37)         | Mikel Oyarzabal (9)               |
| Siviglia        | Julen Lopetegui                                                                  | Joan Jordán (36)                     | Rafa Mir (10)                     |
| Valencia        | José Bordalás                                                                    | Gonçalo Guedes (36)                  | Gonçalo Guedes, Carlos Soler (11) |
| Villarreal      | Unai Emery                                                                       | Manu Trigueros (35)                  | Arnaut Danjuma (10)               |

## Classifica finale
|  | Pos. | Squadra         | Pt | G  | V  | N  | P  | GF | GS | DR  |
|  | ---- | --------------- | -- | -- | -- | -- | -- | -- | -- | --- |
|  | 1.   | Real Madrid     | 86 | 38 | 26 | 8  | 4  | 80 | 31 | +49 |
|  | 2.   | Barcellona      | 73 | 38 | 21 | 10 | 7  | 68 | 38 | +30 |
|  | 3.   | Atlético Madrid | 71 | 38 | 21 | 8  | 9  | 65 | 43 | +22 |
|  | 4.   | Siviglia        | 70 | 38 | 18 | 16 | 4  | 53 | 30 | +23 |
|  | 5.   | Real Betis      | 65 | 38 | 19 | 8  | 11 | 62 | 40 | +22 |
|  | 6.   | Real Sociedad   | 62 | 38 | 17 | 11 | 10 | 40 | 37 | +3  |
|  | 7.   | Villarreal      | 59 | 38 | 16 | 11 | 11 | 63 | 37 | +26 |
|  | 8.   | Athletic Bilbao | 55 | 38 | 14 | 13 | 11 | 43 | 36 | +7  |
|  | 9.   | Valencia        | 48 | 38 | 11 | 15 | 12 | 48 | 53 | -5  |
|  | 10.  | Osasuna         | 47 | 38 | 12 | 11 | 15 | 37 | 51 | -14 |
|  | 11.  | Celta Vigo      | 46 | 38 | 12 | 10 | 16 | 43 | 43 | 0   |
|  | 12.  | Rayo Vallecano  | 42 | 38 | 11 | 9  | 18 | 39 | 50 | -11 |
|  | 13.  | Elche           | 42 | 38 | 11 | 9  | 18 | 40 | 52 | -12 |
|  | 14.  | Espanyol        | 42 | 38 | 10 | 12 | 16 | 40 | 53 | -13 |
|  | 15.  | Getafe          | 39 | 38 | 8  | 15 | 15 | 33 | 41 | -8  |
|  | 16.  | Maiorca         | 39 | 38 | 10 | 9  | 19 | 36 | 63 | -27 |
|  | 17.  | Cadice          | 39 | 38 | 8  | 15 | 15 | 35 | 51 | -16 |
|  | 18.  | Granada         | 38 | 38 | 8  | 14 | 16 | 44 | 61 | -17 |
|  | 19.  | Levante         | 35 | 38 | 8  | 11 | 19 | 51 | 76 | -25 |
|  | 20.  | Alavés          | 31 | 38 | 8  | 7  | 23 | 31 | 65 | -34 |

Legenda:
      Campione di Spagna e ammessa alla fase a gironi della UEFA Champions League 2022-2023
      Ammessa alla fase a gironi della UEFA Champions League 2022-2023
      Ammessa alla fase a gironi della UEFA Europa League 2022-2023
      Ammessa agli spareggi della UEFA Europa Conference League 2022-2023
      Retrocesse in Segunda División 2022-2023
Note:
Tre punti a vittoria, uno a pareggio, zero a sconfitta.
In caso di arrivo di due squadre a pari punti, la graduatoria verrà stilata in base all'ordine dei seguenti criteri:
- Differenza reti negli scontri diretti
- Differenza reti generale
- Reti realizzate in generale

In caso di arrivo di tre o più squadre a pari punti, la graduatoria verrà stilata in base all'ordine dei seguenti criteri:
- Punti negli scontri diretti (classifica avulsa)
- Differenza reti negli scontri diretti
- Differenza reti generale
- Reti realizzate in generale
- Classifica fair-play stilata a inizio stagione

Nel caso un criterio escluda solamente alcune delle squadre, senza quindi determinare l'ordine completo, tali squadre vengono escluse dal criterio successivo, rimanendo così senza possibilità di posizionarsi meglio.

### Squadra campione
| Formazione tipo (4-3-3) | Giocatori (presenze)        |
| --- | --------------------------- |
| Courtois Vázquez Militão Alaba Mendy Modrić Casemiro Kroos Asensio Benzema Vinícius | Thibaut Courtois (36)       |
| Courtois Vázquez Militão Alaba Mendy Modrić Casemiro Kroos Asensio Benzema Vinícius | Lucas Vázquez (29)          |
| Courtois Vázquez Militão Alaba Mendy Modrić Casemiro Kroos Asensio Benzema Vinícius | Éder Militão (34)           |
| Courtois Vázquez Militão Alaba Mendy Modrić Casemiro Kroos Asensio Benzema Vinícius | David Alaba (30)            |
| Courtois Vázquez Militão Alaba Mendy Modrić Casemiro Kroos Asensio Benzema Vinícius | Ferland Mendy (22)          |
| Courtois Vázquez Militão Alaba Mendy Modrić Casemiro Kroos Asensio Benzema Vinícius | Luka Modrić (28)            |
| Courtois Vázquez Militão Alaba Mendy Modrić Casemiro Kroos Asensio Benzema Vinícius | Casemiro (32)               |
| Courtois Vázquez Militão Alaba Mendy Modrić Casemiro Kroos Asensio Benzema Vinícius | Toni Kroos (28)             |
| Courtois Vázquez Militão Alaba Mendy Modrić Casemiro Kroos Asensio Benzema Vinícius | Marco Asensio (31)          |
| Courtois Vázquez Militão Alaba Mendy Modrić Casemiro Kroos Asensio Benzema Vinícius | Karim Benzema (32)          |
| Courtois Vázquez Militão Alaba Mendy Modrić Casemiro Kroos Asensio Benzema Vinícius | Vinícius Júnior (35)        |
| Courtois Vázquez Militão Alaba Mendy Modrić Casemiro Kroos Asensio Benzema Vinícius | Allenatore: Carlo Ancelotti |
| Altri giocatori: Rodrygo (33), Federico Valverde (31), Nacho (28), Eduardo Camavinga (26), Daniel Carvajal (24), Eden Hazard (18), Luka Jović (15), Isco (14), Marcelo (12), Dani Ceballos (11), Mariano Díaz (9), Jesús Vallejo (5), Gareth Bale (5), Miguel Gutiérrez (3), Peter González (3), Andrij Lunin (2), Mario Gila (2), Antonio Blanco (1), Juanmi Latasa (1), Sergio Santos (1). |                             |

## Statistiche

### Capoliste solitarie
|    | —— | —— | —— | ——          | ——          | ——          | —— | ——            | ——            | ——            | ——            | ——            | ——          | ——          | ——          | ——          | ——          | ——          | ——          | ——          | ——          | ——          | ——          | ——          | ——          | ——          | ——          | ——          | ——          | ——          | ——          | ——          | ——          | ——          | ——          | ——          | ——          | —— |  |
|    |    |    |    | Real Madrid | Real Madrid | Real Madrid |    | Real Sociedad | Real Sociedad | Real Sociedad | Real Sociedad | Real Sociedad | Real Madrid | Real Madrid | Real Madrid | Real Madrid | Real Madrid | Real Madrid | Real Madrid | Real Madrid | Real Madrid | Real Madrid | Real Madrid | Real Madrid | Real Madrid | Real Madrid | Real Madrid | Real Madrid | Real Madrid | Real Madrid | Real Madrid | Real Madrid | Real Madrid | Real Madrid | Real Madrid | Real Madrid | Real Madrid |    |  |
|    |    |    |    |             |             |             |    |               |               |               |               |               |             |             |             |             |             |             |             |             |             |             |             |             |             |             |             |             |             |             |             |             |             |             |             |             |             |    |  |
|    |    |    |    |             |             |             |    |               |               |               |               |               |             |             |             |             |             |             |             |             |             |             |             |             |             |             |             |             |             |             |             |             |             |             |             |             |             |    |  |
| 1ª | 2ª | 3ª | 4ª | 5ª          | 6ª          | 7ª          | 8ª | 9ª            | 10ª           | 11ª           | 12ª           | 13ª           | 14ª         | 15ª         | 16ª         | 17ª         | 18ª         | 19ª         | 20ª         | 21ª         | 22ª         | 23ª         | 24ª         | 25ª         | 26ª         | 27ª         | 28ª         | 29ª         | 30ª         | 31ª         | 32ª         | 33ª         | 34ª         | 35ª         | 36ª         | 37ª         | 38ª         |    |  |

### Classifica in divenire
|                 | 1ª | 2ª | 3ª | 4ª | 5ª | 6ª | 7ª | 8ª | 9ª  | 10ª | 11ª | 12ª | 13ª | 14ª | 15ª | 16ª | 17ª | 18ª | 19ª | 20ª | 21ª | 22ª | 23ª | 24ª | 25ª | 26ª | 27ª | 28ª | 29ª | 30ª | 31ª | 32ª | 33ª | 34ª | 35ª | 36ª | 37ª | 38ª |
|                 |    |    |    |    |    |    |    |    |     |     |     |     |     |     |     |     |     |     |     |     |     |     |     |     |     |     |     |     |     |     |     |     |     |     |     |     |     |     |
| --------------- | -- | -- | -- | -- | -- | -- | -- | -- | --- | --- | --- | --- | --- | --- | --- | --- | --- | --- | --- | --- | --- | --- | --- | --- | --- | --- | --- | --- | --- | --- | --- | --- | --- | --- | --- | --- | --- | --- |
| Alavés          | 0  | 0  | 0  | 0* | 0  | 0  | 3  | 3  | 3   | 6   | 9   | 10  | 13  | 14  | 14  | 14  | 15  | 15* | 16  | 17  | 17  | 17  | 17  | 20  | 20  | 21  | 22  | 22  | 22  | 22  | 22  | 25  | 25  | 28  | 28  | 31  | 31  | 31  |
| Athletic Bilbao | 1  | 2  | 5  | 8  | 9  | 9  | 10 | 13 | 13* | 16  | 17  | 18  | 18  | 19  | 20* | 21  | 21  | 24* | 27  | 28  | 28* | 31  | 34  | 34  | 37  | 37  | 40  | 40  | 41  | 44  | 45  | 45  | 48  | 51  | 52  | 52  | 55  | 55  |
| Atlético Madrid | 3  | 6  | 7  | 10 | 11 | 14 | 14 | 17 | 17* | 18  | 19  | 22  | 23  | 26  | 29  | 29  | 29  | 29* | 32  | 33  | 33  | 36  | 36  | 39  | 42  | 45  | 48  | 51  | 54  | 57  | 57  | 60  | 61  | 61  | 64  | 67  | 68  | 71  |
| Barcellona      | 3  | 4  | 7  | 8* | 9  | 10 | 13 | 13 | 16  | 16  | 16  | 17  | 18  | 21  | 24  | 24  | 25  | 28* | 31  | 32  | 32* | 35  | 38  | 39  | 42  | 45  | 48  | 51  | 54  | 57  | 60  | 60  | 63  | 66  | 69  | 72  | 73  | 73  |
| Betis           | 1  | 2  | 2  | 5  | 6  | 9  | 12 | 12 | 15  | 18  | 21  | 21  | 21  | 24  | 27  | 30  | 33  | 33  | 33  | 34  | 37  | 40  | 40  | 43  | 46  | 46  | 46  | 49  | 50  | 53  | 56  | 57  | 57  | 58  | 58  | 61  | 64  | 65  |
| Cadice          | 1  | 2  | 2  | 2  | 5  | 6  | 6  | 7  | 7   | 7   | 8   | 9   | 12  | 12  | 12  | 12  | 13  | 14  | 14  | 14  | 15  | 18  | 18  | 19  | 20  | 21  | 24  | 24  | 27  | 28  | 28  | 31  | 31  | 32  | 35  | 35  | 36  | 39  |
| Celta Vigo      | 0  | 1  | 1  | 1  | 1  | 4  | 7  | 7  | 7   | 10  | 10  | 11  | 12  | 13  | 16  | 16  | 17  | 20  | 23  | 23  | 26  | 27  | 30  | 31  | 32  | 32  | 35  | 35  | 36  | 36  | 36  | 39  | 39  | 40  | 43  | 43  | 46  | 46  |
| Elche           | 1  | 1  | 2  | 5  | 6  | 6  | 6  | 9  | 9   | 10  | 10  | 10  | 11  | 11  | 12  | 15  | 15  | 15  | 16  | 19  | 22  | 23  | 26  | 26  | 29  | 29  | 29  | 32  | 32  | 32  | 32  | 35  | 38  | 39  | 39  | 39  | 39  | 42  |
| Espanyol        | 1  | 2  | 2  | 2  | 3  | 6  | 6  | 9  | 12  | 13  | 14  | 14  | 17  | 17  | 20  | 20  | 23  | 23  | 26  | 26  | 27  | 27  | 27  | 28  | 29  | 29  | 32  | 33  | 36  | 36  | 39  | 39  | 39  | 39  | 40  | 40  | 41  | 42  |
| Getafe          | 0  | 0  | 0  | 0  | 0  | 0  | 0  | 1  | 2   | 2   | 3   | 6   | 6   | 9   | 10  | 11  | 12  | 15  | 18  | 18  | 21  | 22  | 25  | 25  | 26  | 27  | 27  | 28  | 29  | 32  | 32  | 32  | 35  | 36  | 37  | 38  | 39  | 39  |
| Granada         | 1  | 2  | 2  | 2  | 3  | 3  | 3  | 6  | 9*  | 10  | 11  | 14  | 14  | 14  | 15  | 18  | 19  | 22* | 23  | 24  | 24  | 24  | 24  | 24  | 24  | 25  | 25  | 25  | 28  | 29  | 29  | 29  | 30  | 31  | 34  | 37  | 37  | 38  |
| Levante         | 1  | 2  | 2  | 3  | 4  | 4  | 4  | 4  | 5   | 5   | 6   | 6   | 6   | 7   | 7   | 8   | 8   | 8   | 8   | 11  | 11* | 11  | 11  | 11  | 15* | 18  | 18  | 19  | 19  | 22  | 22  | 25  | 25  | 26  | 29  | 29  | 32  | 35  |
| Maiorca         | 1  | 4  | 7  | 7  | 8  | 8  | 8  | 11 | 11  | 12  | 13  | 14  | 15  | 15  | 16  | 19  | 20  | 20  | 20  | 20  | 20  | 20  | 23  | 26  | 26  | 26  | 26  | 26  | 26  | 26  | 29  | 29  | 32  | 32  | 32  | 33  | 36  | 39  |
| Osasuna         | 1  | 2  | 5  | 5  | 8  | 8  | 11 | 14 | 17  | 18  | 19  | 19  | 19  | 19  | 20  | 21  | 22  | 22  | 22  | 25  | 25  | 28  | 29  | 32  | 32  | 32  | 35  | 35  | 38  | 38  | 41  | 44  | 44  | 45  | 46  | 47  | 47  | 47  |
| Rayo Vallecano  | 0  | 0  | 3  | 4  | 7  | 10 | 13 | 13 | 16  | 16  | 19  | 20  | 20  | 23  | 24  | 27  | 27  | 30  | 30  | 31  | 31* | 31  | 31  | 31  | 31  | 31  | 31  | 32  | 32  | 33  | 34  | 34  | 40* | 41  | 42  | 42  | 42  | 42  |
| Real Madrid     | 3  | 4  | 7  | 10 | 13 | 16 | 17 | 17 | 20* | 23  | 24  | 27  | 30  | 33  | 36* | 39  | 42  | 43* | 46  | 46  | 49* | 50  | 53  | 54  | 57  | 60  | 63  | 66  | 66  | 69  | 72  | 75  | 78  | 81  | 81  | 84  | 85  | 86  |
| Real Sociedad   | 0  | 3  | 6  | 9  | 10 | 13 | 16 | 17 | 20  | 21  | 24  | 25  | 28  | 29  | 29  | 29  | 29  | 29  | 30  | 33  | 33* | 34  | 35  | 38  | 38  | 41  | 44* | 47  | 48  | 51  | 54  | 55  | 55  | 56  | 56  | 59  | 62  | 62  |
| Siviglia        | 3  | 6  | 7  | 8* | 9  | 12 | 15 | 15 | 18  | 21  | 22  | 25  | 28  | 29  | 29  | 32  | 35  | 38* | 41  | 44  | 45  | 46  | 47  | 50  | 51  | 54  | 55  | 56  | 57  | 57  | 60  | 60  | 63  | 64  | 65  | 66  | 67  | 70  |
| Valencia        | 3  | 4  | 7  | 10 | 10 | 10 | 11 | 12 | 12  | 13  | 13  | 16  | 17  | 18  | 19  | 22  | 25  | 28  | 28  | 28  | 29  | 29  | 30  | 30  | 30  | 33  | 36  | 37  | 40  | 41  | 42  | 42  | 42  | 43  | 44  | 44  | 45  | 48  |
| Villarreal      | 1  | 2  | 3  | 6* | 7  | 10 | 11 | 14 | 14  | 14  | 15  | 15  | 18  | 19  | 19  | 19  | 22  | 25* | 28  | 29  | 29  | 32  | 35  | 36  | 39  | 42  | 42  | 45  | 45  | 45  | 46  | 49  | 52  | 52  | 53  | 56  | 56  | 59  |

### Primati stagionali
Squadre
- Maggior numero di vittorie: Real Madrid (26)
- Minor numero di sconfitte: Real Madrid e Siviglia (4)
- Migliore attacco: Real Madrid (80 gol fatti)
- Miglior difesa: Siviglia (30 gol subiti)
- Miglior differenza reti: Real Madrid (+49)
- Maggior numero di pareggi: Siviglia (16)
- Minor numero di pareggi: Alavés (7)
- Maggior numero di sconfitte: Alavés (23)
- Minor numero di vittorie: Alavés, Cadice, Getafe, Granada e Levante (8)
- Peggiore attacco: Alavés (31 gol fatti)
- Peggior difesa: Levante (76 gol subiti)
- Peggior differenza reti: Alavés (-34)
- Miglior serie positiva: Barcellona (15, 17ª-31ª giornata) e Siviglia (15, 15ª-29ª giornata)
- Peggior serie negativa: Levante (19, 1ª-19ª giornata)

Partite
- Partite con più gol: Siviglia-Levante 5-3 (8, 10ª giornata) e Maiorca-Granada 2-6 (8, 35ª giornata)
- Maggior scarto di gol: Real Madrid-Levante 6-0 (6, 36ª giornata)
- Maggior numero di reti in una giornata: 38 (10ª giornata)

### Individuali

#### Classifica marcatori
| Gol | Rigori |  | Giocatore                 | Squadra         |
| --- | ------ |  | ------------------------- | --------------- |
| 27  | 7      |  | Karim Benzema             | Real Madrid     |
| 18  | 3      |  | Iago Aspas                | Celta Vigo      |
| 17  | 5      |  | Raúl de Tomás             | Espanyol        |
| 17  |        |  | Vinícius Júnior           | Real Madrid     |
| 16  | 2      |  | Enes Ünal                 | Getafe          |
| 16  |        |  | Juanmi                    | Betis           |
| 14  | 6      |  | Joselu                    | Alavés          |
| 13  | 3      |  | José Luis Morales         | Levante         |
| 12  |        |  | Ángel Correa              | Atlético Madrid |
| 12  | 4      |  | Memphis Depay             | Barcellona      |
| 11  | 1      |  | Gonçalo Guedes            | Valencia        |
| 11  | 7      |  | Carlos Soler              | Valencia        |
| 11  | 2      |  | Luis Suárez               | Atlético Madrid |
| 11  |        |  | Pierre-Emerick Aubameyang | Barcellona      |
| 10  | 3      |  | Borja Iglesias            | Betis           |
| 10  |        |  | Marco Asensio             | Real Madrid     |
| 10  |        |  | Jorge Molina              | Granada         |
| 10  | 3      |  | Arnaut Danjuma            | Villareal       |
| 10  |        |  | Rafa Mir                  | Siviglia        |